# Alojz Martinček
Alojz Martinček (24. května 1932, Michalovce, Československo – 29. března 2013, Košice, Slovensko) je bývalý československý fotbalista.

## Klubová kariéra
Po dokončení pedagogické fakulty a krátkém působení v košické Jednotě narukoval jako první Slovák do RH Brno, kde v hokejové společnosti Vlastimila Bubníka, Dandy, Proška a Koloucha pomohl metropoli Moravy vybojovat nejvyšší fotbalovou soutěž. O totéž se pak zasloužil po návratu z vojenské služby v dresu Jednoty. Odolal nabídce Sparty, možná by šel do vídeňské Vienny, která mu nabízela 600 tisíc šilinků, ale v těch dobách brány na západ byly pro naše fotbalisty zavřené. Chtěl ho dokonce i manažer Liverpool FC, protože proti FC podal životní výkon, ale ze stejných důvodů nepochodili ani Angličané. Po úspěšném účinkování v prešovském dresu se vrátil v létě 1963 do Košic, kde v dresu VSS hrál v ročníku 1963/64 spolu se Švajlenem, Kánássym, Strauszem a dalšími. Po sezóně, v níž pomáhal trenérovi Štefanu Jačianskému v roli hrajícího asistenta, skončil jako 32letý s aktivní činností.

## Úspěchy
V neděli 8. května 1961 Tatran porazil na domácím hřišti Slovan Nitru 8:1, když Martinček vstřelil 6 oficiálních gólů, přičemž rozhodčí připsali v oficiálním zápisu o utkání jeho sedmý gól Ladislavu Pavlovičovi. Byl blízko účasti na Mistrovství světa ve fotbale 1962 v Chile, ale zůstal doma, protože se uzdravil Kadraba. Bylo více zápasů, ve kterých nedal gól, ale například v přátelském utkání proti Michaľanům dal ze 14 gólů sám 11, nebo v pohárovém utkání nastřílel Krompachům ze 13 gólů tucet. Nezapomenutelný byl i jeho gól za Jednotu Košice proti Ostravě, kdy po vhození autu mu přihrál Kvašňák na volej a míč z 35–40 metrů skončil v síti brankáře.

## Ligová bilance
| Ročník                                   | Zápasy | Góly | Klub           |
| ---------------------------------------- | ------ | ---- | -------------- |
| 1. československá fotbalová liga 1958/59 | 13     | 2    | Jednota Košice |
| 1. československá fotbalová liga 1958/59 | 1      | 0    | Tatran Prešov  |
| 1. československá fotbalová liga 1959/60 | 20     | 6    | Tatran Prešov  |
| 1. československá fotbalová liga 1960/61 | 20     | 10   | Tatran Prešov  |
| 1. československá fotbalová liga 1961/62 | 21     | 7    | Tatran Prešov  |
| 1. československá fotbalová liga 1962/63 | 5      | 1    | Tatran Prešov  |
| 1. československá fotbalová liga 1963/64 | 6      | 0    | VSS Košice     |
| CELKEM 1. liga                           | 86     | 26   |                |

## Cibulkovy seznamy
Martinček je uveden v Cibulkových seznamech jako důvěrník StB pod krycím jménem Lojzo (spisová značka 17806, košická správa StB).